# Triclinium

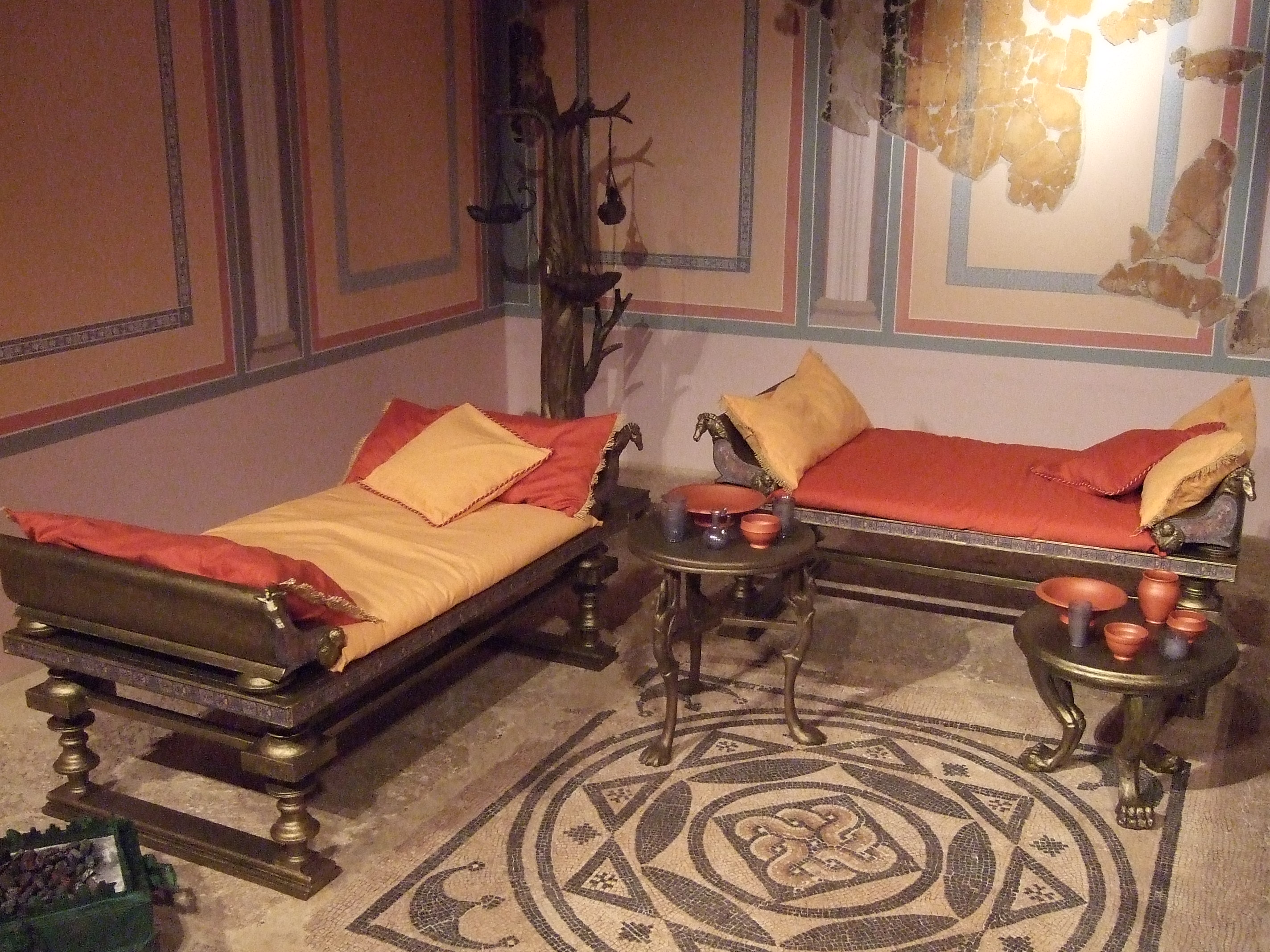
Rekonstruiertes Triclinium aus Caesaraugusta (Saragossa)

Das Triclinium (pl. Triclinia) war in der Antike ein steinernes oder hölzernes dreiliegiges Speisesofa. Vor allem im antiken Griechenland und im Römischen Reich war es weit verbreitet. Nach ihm wurde aber auch der antike Speisesaal, in dem drei einzelne Klinen oder die Triclinia aufgestellt waren, Triclinium genannt.

## Das Speisesofa

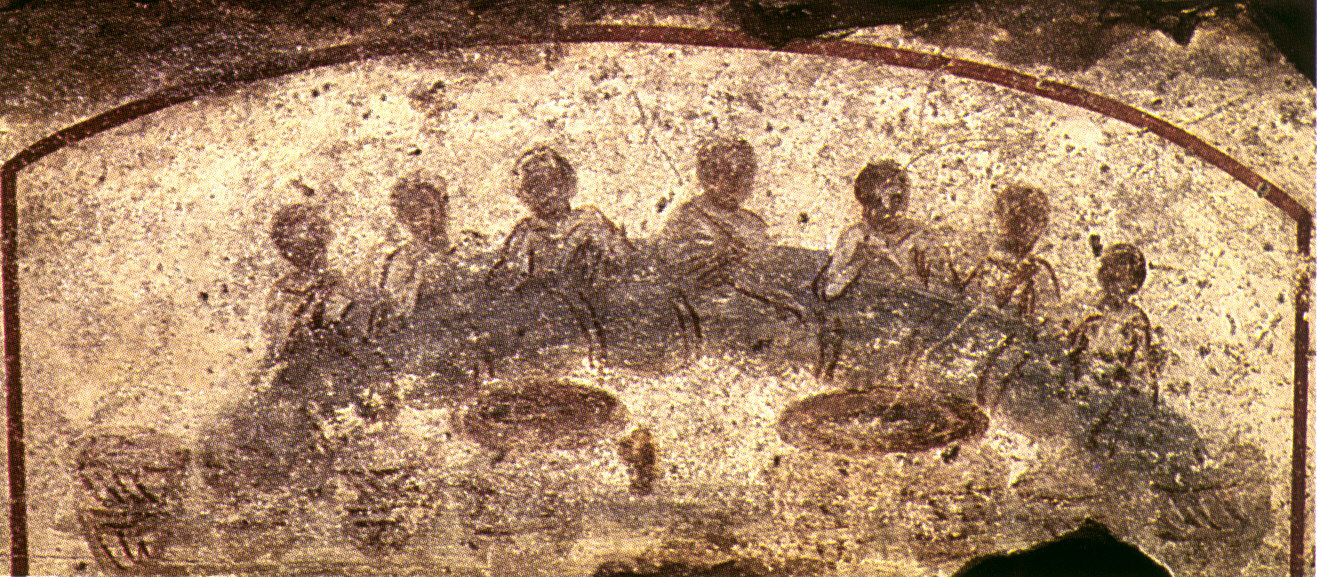
Halbkreisförmiges Speisesofa, Malerei aus der Calixtus-Katakombe in Rom

Das Gestell der hölzernen Speisesofas war mit Gurten bespannt, auf denen Polster lagen. Auf jedem Platz lag ein Kissen, auf dem man sich mit dem linken Arm abstützte. Die Beine des Möbelstückes konnten gedrechselt sein. Zur Verzierung der Speisesofas gehörten Metallbeschläge und Intarsien. Auf einem Speisesofa fanden bis zu drei Personen Platz, die sich dort mit der Linken abstützten, während sie mit der Rechten nach Speise und Trank griffen. Dies war möglich, da zum Essen weniger Besteck verwendet wurde als heute. Man aß auf dem Speisesofa mit den Händen oder mit einem Löffel und grundsätzlich in halb liegender Position.

## Der Speisesaal

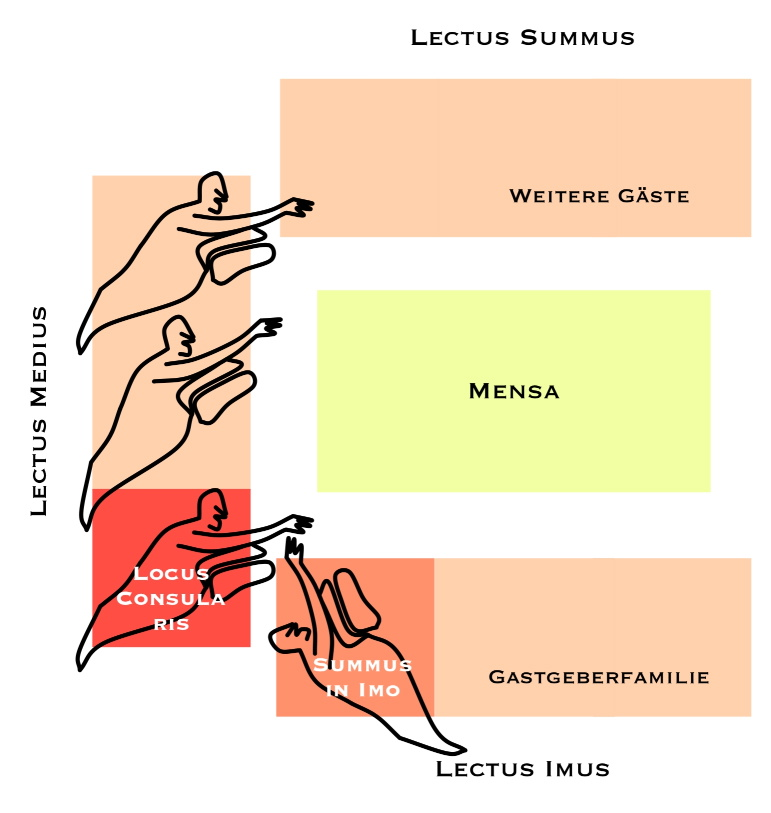
Schema der Platzverteilung in einem Triclinium für maximal neun Personen

Im römischen Reich bestand der Speisesaal aus drei Speisesofas (Klinen), die hufeisenförmig um den Tisch (mensa) angeordnet waren. Somit bestand das ideale Gastmahl im römischen Reich aus neun Personen. Im antiken Griechenland war diese zahlenmäßige Festlegung kaum verbreitet. Eine Sitzordnung für das römische Triclinium (vgl. Schema) ist ausführlich durch den antiken Autor Plutarch überliefert. Es existierten danach zwei Ehrenplätze, die dem Hausherrn und einem Ehrengast vorbehalten waren. Die Ehefrau und ein Kind konnten auf dem Sofa des Hausherrn Platz nehmen.
In der Frühzeit des römischen Reiches nahmen nur Männer auf den Triclinia Platz, während Frauen auf Sesseln am Mahl (cena) teilnahmen. Im Laufe der Geschichte übernahmen die Römer jedoch den etruskischen Brauch, demzufolge sowohl Männer als Frauen auf den Triclinia aßen.

## Andere Formen von Speisesofa und Speisesaal
Neben dem Triclinium kamen in der römischen Kaiserzeit auch halbkreisförmige (sigmaförmige) Speisesofas (Stibadium) auf. Abbildungen von Mahlzeiten an diesen Ruhebetten finden sich beispielsweise in römischen Katakomben. Der Ehrenplatz liegt hier in der Mitte.